# 박달도서관
박달도서관은 경기도 안양시 만안구 박달동 소재의 시립 도서관이다.

## 연혁
- 2006년 3월 3일 개관

## 이용 안내
열람실
- 하절기(3월 ~ 10월): 07:00 ~ 23:00
- 동절기(11월 ~ 2월): 08:00 ~ 23:00

자료실
| 구분                      | 월~목요일     | 토·일요일     |
| ------------------------- | ------------- | ------------- |
| 어린이자료실/디지털자료실 | 09:00 ~ 18:00 | 09:00 ~ 17:00 |
| 종합자료실                | 09:00 ~ 22:00 | 09:00 ~ 17:00 |

휴관일
- 매주 금요일(매월 2·4·5주 금요일은 열람실만 개방)
- 법정공휴일(단, 열람실 개방(08:00~20:00)은 도서관별[석수, 비산, 호계], [평촌,만안,박달]로 교차 개방)
- 기타 관장이 필요하다고 인정하는 경우